# Dezember 2024
Portal Geschichte | Portal Biografien | Aktuelle Ereignisse | Jahreskalender | Tagesartikel

◄ |
20. Jahrhundert |
21. Jahrhundert

◄ |
1990er |
2000er |
2010er |
2020er
| 2030er | 2040er

◄ |
2020 |
2021 |
2022 |
2023 |
2024
| 2025 | 2026 | 2027 | 2028 | ►

◄ |
September 2024 |
Oktober 2024 |
November 2024 |
Dezember 2024 |
Januar 2025 |
Februar 2025 |
März 2025 |
►
Dieser Artikel behandelt tagesbezogene Nachrichten und Ereignisse im Dezember 2024. Eine Artikelübersicht zu thematischen „Dauerbrennern“ und zu länger andauernden Veranstaltungen findet sich auf der Seite zu den laufenden Ereignissen.

## Tagesgeschehen

### Sonntag, 1. Dezember 2024
- Europäische Union: Amtsbeginn der neuen EU-Kommission, Kommission von der Leyen II
- Bukarest/Rumänien: Parlamentswahl[1]
- Deutschland: Die Deutsche Telekom stellt die telefonische Auskunft (11833) ein.
- Altenberg/Deutschland: Beginn des Bob-Weltcups (bis 16. Februar 2025)
- Busan/Südkorea: Abschluss der 5. Verhandlungsrunde zur Erarbeitung einer globalen Plastikkonvention

### Montag, 2. Dezember 2024
- Bern/Schweiz: Beginn der Wintersession der eidgenössischen Räte (bis 20. Dezember)
- Nairobi/Kenia: 5. Deutsch-Afrikanischer Wirtschaftsgipfel, ausgerichtet von der Subsahara-Afrika Initiative der Deutschen Wirtschaft (bis 4. Dezember).[2]

### Dienstag, 3. Dezember 2024
- Frankfurt am Main/Deutschland: Die illegale Handelsplattform Crimenetwork wird aufgelöst.
- Südkorea: Yoon Suk-yeol, Südkoreas Staatspräsident, ruft das Kriegsrecht wegen innenpolitischen Differenzen aus.

### Mittwoch, 4. Dezember 2024
- Frankreich: Die französische Nationalversammlung spricht der Regierung Barnier das Misstrauen aus.

### Donnerstag, 5. Dezember 2024
- Bielefeld/Deutschland: Verleihung des Musikpreises 1 Live Krone
- Deutschland: Am Weltbodentag wird die Rendzina als Boden des Jahres 2025 ausgerufen.

### Freitag, 6. Dezember 2024
- Mercosur-Staaten, Europäische Union: Die Präsidenten der Europäischen Kommission und der Mercosur-Staaten einigen sich auf ein Partnerschaftsabkommen, das die Bereiche Politik, Kooperation und Handel umfasst. Mit dem Abkommen entsteht die größte Freihandelszone der Welt.[3][4]

### Samstag, 7. Dezember 2024
- Luzern/Schweiz: Verleihung des Europäischen Filmpreises 2024
- Ghana: Präsidentschafts- und Parlamentswahl
- Oman: Endspiel des Socca World Cups
- Kinshasa: Angola gewinnt die Afrikameisterschaft 2024.
- Paris/Frankreich: Wiedereröffnung der Kathedrale Notre-Dame de Paris.
- Vatikanstadt: Papst Franziskus ernennt in einem Konsistorium 21 neue Kardinäle, siehe Liste der Kardinalskreierungen von Papst Franziskus. Unter ihnen wird mit Mykola Byczok der erste Kardinal sein, der in den 1980er Jahren geboren wurde.

### Sonntag, 8. Dezember 2024
- Damaskus/Syrien: Rebellen erobern im Zuge ihrer Offensive Damaskus und verkünden die Machtübernahme im Syrischen Bürgerkrieg. Diktator Baschar al-Assad flieht aus dem Land.
- International: Abschluss der Formel-1-Weltmeisterschaft 2024

### Montag, 9. Dezember 2024
- Europäische Union/Weltweit: Copernicus vermeldet, dass der November 2024 der weltweit zweitwärmste November seit Aufzeichnungsbeginn war.
- Los Angeles/Vereinigte Staaten: Bekanntgabe der Nominierungen für die Golden Globe Awards 2025.

### Mittwoch, 11. Dezember 2024
- Potsdam/Deutschland: Dietmar Woidke wird als Ministerpräsident von Brandenburg im Amt bestätigt.
- Zürich/Schweiz: Die FIFA vergibt die Fußball-Weltmeisterschaften 2030 und 2034.

### Donnerstag, 12. Dezember 2024
- Los Angeles/Vereinigte Staaten: Verleihung von The Game Awards 2024
- Erfurt/Deutschland: Mario Voigt (CDU) wird zum Ministerpräsidenten von Thüringen gewählt. Er führt die deutschlandweit erste Brombeerkoalition an.

### Freitag, 13. Dezember 2024
- Chișinău/Republik Moldau: Wegen drohenden Ausbleibens von Gaslieferungen aus Russland (der Transitvertrag der benachbarten Ukraine mit dem russischen Konzern Gasprom läuft zum Jahresende aus und soll nicht verlängert werden) beschließt das Parlament der Republik Moldau, ab dem 16. Dezember für 60 Tage den nationalen Notstand zu verhängen. Bereits am 10. Dezember hat die faktisch unabhängige, nur von Russland gestützte, moldauische Region Transnistrien, in die vertraglich vereinbart das gesamte von der Republik Moldau importierte russische Gas fließt, ihren eigenen wirtschaftlichen Notstand ausgerufen.[5]

### Samstag, 14. Dezember 2024
- Georgien: Präsidentschaftswahl

### Sonntag, 15. Dezember 2024
- Wien/Österreich: Finale der Handball-Europameisterschaft der Frauen
- Budapest/Ungarn: Abschluss der Kurzbahnweltmeisterschaften im Schwimmen
- London/Vereinigtes Königreich: Beginn der World Darts Championship (bis 3. Januar 2025)
- Die Generalsanierung der Bahnstrecke Mannheim–Frankfurt am Main (Riedbahn) ist soweit abgeschlossen, dass die Streckensperrung aufgehoben werden konnte.

### Montag, 16. Dezember 2024
- Berlin/Deutschland: Bundeskanzler Olaf Scholz stellt im Bundestag die Vertrauensfrage und verliert diese.

### Dienstag, 17. Dezember 2024
- Straßburg/Frankreich: María Corina Machado und Edmundo González bekommen den Sacharow-Preis verliehen.
- Doha/Katar: Aitana Bonmatí und Vinícius Júnior werden als FIFA-Weltfußballer des Jahres ausgezeichnet.

### Mittwoch, 18. Dezember 2024
- Dresden/Deutschland: Dreieinhalb Monate nach der Landtagswahl wird Michael Kretschmer als Ministerpräsident von Sachsen im Amt bestätigt.
- Graz/Österreich: Auf der konstituierenden Sitzung des im November neu gewählten Landtags wird Mario Kunasek zum Landeshauptmann der Steiermark gewählt.
- Lusail/Katar: Endspiel des FIFA-Interkontinental-Pokals im Lusail Iconic Stadion.

### Donnerstag, 19. Dezember 2024
- Avignon/Frankreich: Dominique Pelicot und weitere 50 Täter sind wegen schwerer Vergewaltigung von Gisèle Pelicot schuldig gesprochen und zu Haftstrafen bis zu zwanzig Jahren verurteilt worden.

### Freitag, 20. Dezember 2024
- Palermo/Italien: Urteil im Strafverfahren gegen Matteo Salvini gesprochen.
- Magdeburg/Deutschland: Ein islamkritischer Saudi rast mit einem Auto in den Magdeburger Weihnachtsmarkt; dadurch kommen sechs Menschen zu Tode. Mindestens 200 Menschen werden verletzt; davon 41 schwerst.
- Paris/Frankreich: Im Zusammenhang mit dem Mord an dem Lehrer Samuel Paty werden acht Menschen verurteilt.

### Samstag, 21. Dezember 2024
- Reykjavík/Island: Kristrún Frostadóttir ist die neue Premierministerin Islands. In ihrem Kabinett sind mehr Frauen als Männer, eine Neuheit im Land.[6]

### Sonntag, 22. Dezember 2024
- Moskau/Russland: Der slowakische Präsident Robert Fico trifft Wladimir Putin. Als Grund werden Gaslieferungen genannt.[7]

### Montag, 23. Dezember 2024
- Washington, D.C./Vereinigte Staaten: Präsident Joe Biden wandelt 37 Todesurteile für verurteilte Straftäter in lebenslängliche Haftstrafen ohne Bewährung um.[8]
- Cottbus und Peitz/Deutschland: Der Cottbuser Ostsee ist vollständig geflutet und hat seinen Zielwasserstand erreicht.[9]

### Dienstag, 24. Dezember 2024
- Gauting/Deutschland: Der insolvente eVTOL-Hersteller Lilium wird von einer Investorengruppe aus Europa und Nordamerika übernommen; der operative Betrieb soll im Januar 2025 weitergehen.[10]

### Mittwoch, 25. Dezember 2024
- Ostsee: Estlink 2, eine durch die Ostsee führende Stromverbindung zwischen Estland und Finnland, wurde durchtrennt.
- Aqtau/Kasachstan: Bei einer versuchten Notlandung auf dem Flughafen Aqtau sterben 38 von 67 Personen an Bord der Maschine des Azerbaijan-Airlines-Flug 8243. Zuvor war das Flugzeug von einer Rakete einer Pantsir S-1 getroffen worden.[11]

### Freitag, 27. Dezember 2024
- Australien: Beginn des United Cups (bis 5. Januar 2025)
- Berlin/Deutschland: Bundespräsident Frank-Walter Steinmeier hat den 20. Deutschen Bundestag nach dem Bruch der Ampelkoalition aufgelöst und die Bundestagswahl 2025 für den 23. Februar 2025 angesetzt.[12]
- Seoul/Südkorea: Das südkoreanische Parlament suspendiert den Ministerpräsidenten Han Duck-soo wegen einer Uneinigkeit bei der Nachbesetzung dreier Verfassungsrichter. Han ist erst seit 13 Tagen geschäftsführend Präsident der Republik Korea, weil Präsident Yoon Suk-yeol das Kriegsrecht ausgerufen hatte und deswegen selbst vom Parlament suspendiert worden ist. Geschäftsführender Ministerpräsident wird nun Finanzminister Choi Sang-mok, der interim auch das Amt der Präsidenten ausübt.[13]

### Samstag, 28. Dezember 2024
- Oberstdorf/Deutschland: Auf der Orlen Arena beginnt die Vierschanzentournee (Ende am 6. Januar 2025).
- Europäische Union: Ab heute müssen alle elektronischen Kleingeräte als Ladeanschluss ausnahmslos USB-C verwenden.

### Sonntag, 29. Dezember 2024
- Kroatien: Erster Wahlgang der Präsidentschaftswahl[14]
- Südkorea: Beim Flug 7C-2216 der Jeju Air verunfallte eine Boeing 737-800 auf dem Flughafen Muan, wobei eine Landung ohne Fahrwerk erfolgte.[15] Ersten Berichten zufolge kamen 179 der 181 Insassen ums Leben.[16]

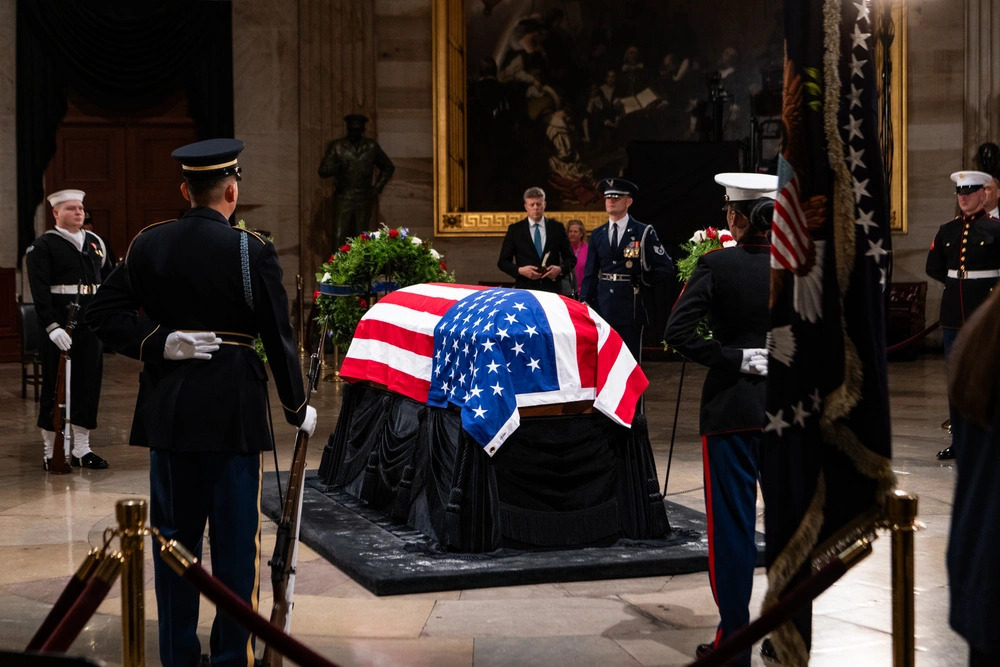
Jimmy Carters Sarg liegt zur Aufbahrung im Kapitol, 2025

- Jimmy Carters Sarg liegt zur Aufbahrung im Kapitol, 2025 Plains (Georgia)/Vereinigte Staaten: Im Alter von 100 Jahren stirbt der ehemalige Präsident der Vereinigten Staaten Jimmy Carter. Er war bis dahin der älteste noch lebende US-Präsident.

### Montag, 30. Dezember 2024
- Trinidad und Tobago: Aufgrund gestiegener tödlicher Bandengewalt – im Jahr 2024 gab es 623 Morde, laut dem Minister für nationale Sicherheit gingen 263 davon auf Bandengewalt zurück – verhängt der Inselstaat den Ausnahmezustand.[17][18]

### Dienstag, 31. Dezember 2024
- Das Schweizer Telekommunikationsunternehmen Swisscom hat die Übernahme von Vodafone Italia von der Vodafone Group abgeschlossen.[19] Langfristig ist geplant, diese mit der eigenen Tochtergesellschaft Fastweb zu vereinigen, dadurch steigt Swisscom als vollwertiger Telekommunikationsanbieter in Italien ein.[20][21]